# Wernberg (Wernberg-Köblitz)
Wernberg ist ein Ortsteil der oberpfälzischen Marktgemeinde Wernberg-Köblitz im Landkreis Schwandorf des Regierungsbezirks Oberpfalz im Freistaat Bayern.

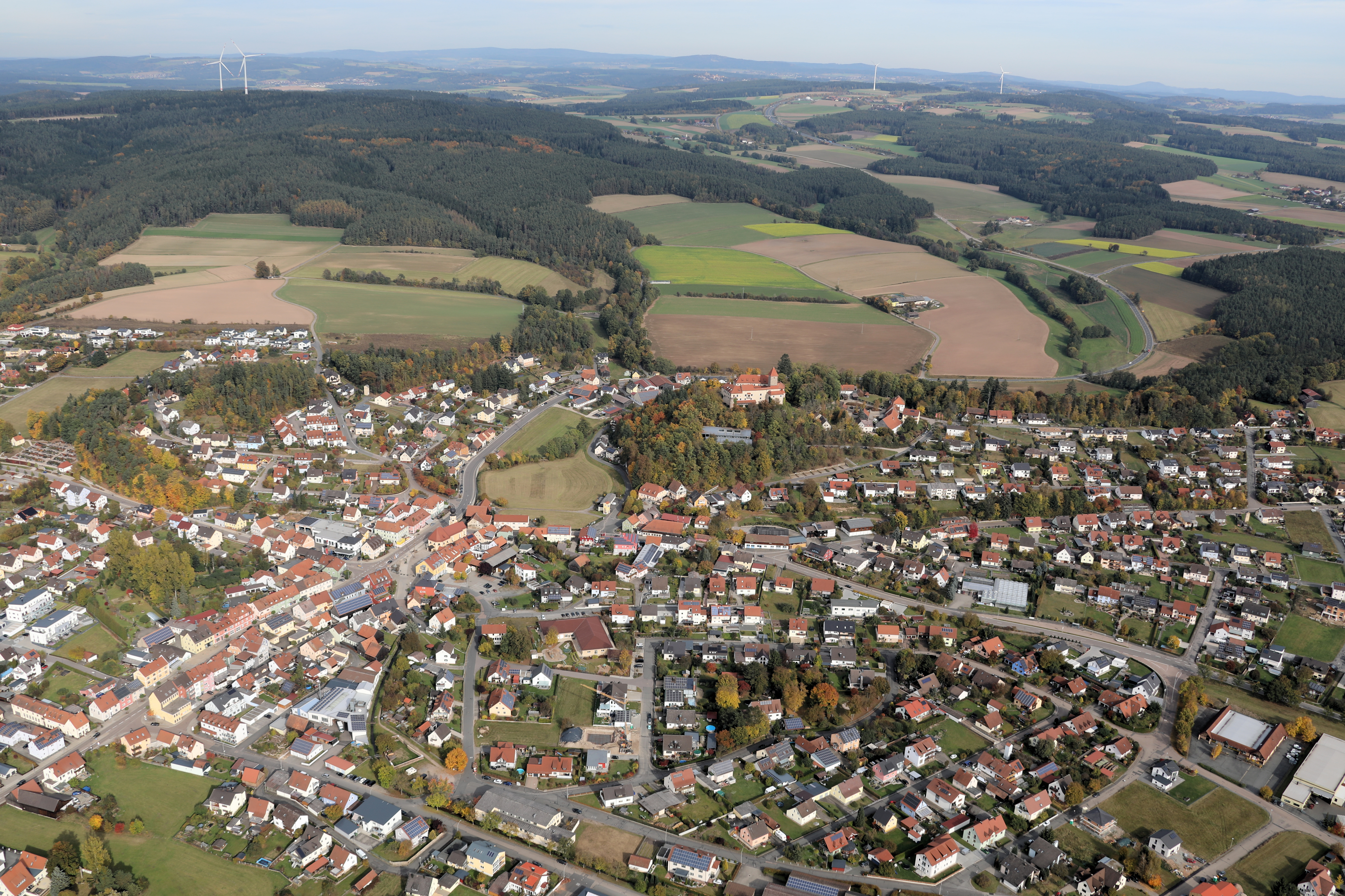
Wernberg (2021)

## Geografie
Wernberg liegt zentral in der Oberpfalz, 3 Kilometer nördlich des Autobahnkreuzes Oberpfälzer Wald und ca. 30 Kilometer westlich der Grenze von Tschechien.

## Etymologie
Ähnliche bzw. gleiche Namen finden sich in Werdenstein, Werdenberg in der Schweiz, Werdenberg in Niederösterreich, Wernberg in Kärnten, Werndorf, Werneck.
Der Name für Wernberg in der Oberpfalz ist eindeutig ein ehemaliger Burgenname, den nicht nur die unterhalb wachsende Siedlung übernommen hatte, sondern auch die Familie Nothaft „von Wernberg“, deren Namensschreibweise sich später zu „Notthafft von Wernberg“ entwickelte.
Für den Namen des Oberpfälzischen Wernberg finden sich unterschiedliche Schreibweisen: (1280) „Werdenberch“, (1352) „Werdenberg“, (1356) „Wernberch“, (1381) „Wernberg“, (1399) „Bernberck“, (1410) „Wernberg“, (1440) „Wernberg“.
Grundwort ist mittelhochdeutsch „berc“ <Berg>. Bestimmungswort wohl „wert“ <wert, kostbar, herrlich>, das dann zur Bezeichnung der Burg diente. Nicht auszuschließen ist aber auch der Imperativ von mittelhochdeutsch „wern, weren“ <schützen, verteidigen>, verbunden mit dem Artikel, sodass sich damit die Bedeutung <schütze die Burg!> ergäbe.
Die Bezeichnung „Unterwernberg“ für die frühesten Bediensteten-Häuser im Burgumgriff ist als Lagebezeichnung zu verstehen.
Für „Schütthütten“ liegt sowohl die Bezeichnung einfachster Gebäude, als auch der Hinweis auf eine Erzlagerstätte zum Weitervertrieb mit der Wurzel „schütten“ für Eisenerzschüttungen nahe.

## Geschichte
Der Markt Wernberg entwickelte sich im 16. Jahrhundert aus den beiden Siedlungen Unterwernberg und Schütthütten, in den dann sehr bald das Dorf Wohlsbach einbezogen wurde. Die Flurnamen geben Hinweise auf mögliche, abgegangene Vorgängersiedlungen im Umfeld.

### Vorgängersiedlungen
Zu nennen sind hier die Hannhöfe bei Wernberg, die im ältesten Leuchtenberger Lehenbuch noch 1396/1399 fassbar waren. Die Lage dieser Siedlung lässt sich jedoch derzeit nicht mehr verorten. Anders beim Burgstall Moosranken, der in der Vermessungsuraufnahme noch als Flurname erkennbar ist.
Ebenfalls ungeklärt ist die Lage von Nassenhard.
Der Enzkoßhof, der im ältesten Leuchtenberger Lehenbuch als eingegangene Siedlung bei Wernberg berichtet wird, lässt sich möglicherweise in den historischen Flurbezeichnungen Enzelshof und Enzelshofholz zwischen Woppenhof und Losau neu verorten.

### Unterwernberg
Im unmittelbaren Umgriff südlich der Burg Wernberg siedelten sich Bedienstete sowie Wach- und Hilfspersonal an. Noch bei der Teilung der Herrschaft Wernberg im Jahr 1470 wird die Siedlung beschrieben mit 2 Torwärtl, das Amtsmannshaus und ein Erhard Schuester am Berg. Auch eine Taverne ist ausgewiesen, um die es mehrfach Streit gab.
Langsam entwickelte sich die Siedlung im Vorfeld der Burg, dehnte sich aus und wuchs den Berg hinunter ins Tal. Erstmals wird der Name „Unterwernberg“ genannt: Im Jahr 1530, als die Landgrafen von Leuchtenberg die Herrschaft Wernberg zurückerwarben, waren hier 2 Lehen „bei dem Schloß“ und „6 Lehen sowie 2 Häuslein und neu aufgebaute Güter“. Unterwernberg wuchs schließlich mit Schütthütten zusammen und bildete den gemeinsamen späteren Markt Wernberg. Im Volksmund scheint sich der Name Unterwernberg lange gehalten haben. Noch im Jahr 1872 taucht er in den Pfarrmatrikeln von St. Emmeram in Oberköblitz auf.
Bezeichnend ist, dass 1863 bei der statistischen Erfassung des Landes der „Schlossberg“ mit 68 Einwohnern neben „Wolfsbach“ als eigener Ortsteil des Marktes Wernberg ausgewiesen wurde.

### Schütthütten
Um 1470 war am östlichen Rand des Dorfes Wohlsbach ein Damm zur Stauung des Schilterbaches aufgeschüttet worden (im Volksmund später der Weiherdamm). Die damals sogenannte „Pader-Thamm-Mühle“ war im Aufbau. Bald kamen weitere Gebäude dazu.
Zwischen 1470 und 1475 wurde die Taverne, die früher bei der Burg Wernberg lag und um die es „Irrungen“ gegeben hatte, ins Tal verlagert. Sie wird dort anlässlich eines Weiterverkaufs erstmals am 6. April 1475 erwähnt. Sie hatte also schon vorher bestanden. Bereits bei dieser Ersterwähnung im Tal taucht der Name „Tafern genannt die Schithütten“ auf. Es liegt die Vermutung nahe, dass die Köblitzer Erzschütte für die Zwischenlagerung und zum Weitervertrieb nach Süden, Norden und Osten von Köblitz hierher ans Wirtshaus verlagert wurde.
Als Georg Wispeck, der die Herrschaft Wernberg 1509 von den Ganerben Nothaft erworben hatte, transferierte er 1516 das Benefizium der Schlosskapelle in die durch ihn neu erbaute St. Anna-Kapelle im Tal.
Als dann 1530 die Landgrafen von Leuchtenberg die Herrschaft Wernberg zurückerworben hatten, begannen systematische Fördermaßnahmen, die schließlich zum Markt Wernberg führten. 1560 wurde für Wernberg ein eigenes Wappen verliehen, das für Rechtsgeschäfte der Einwohner von Unterwernberg-Schütthütten mitbenutzt werden konnte, 1583 wurde nach vorangegangenen Schwierigkeiten in der Besteuerung erlaubt, die anstehende Türkensteuer selbst einzuheben, wobei der Ort in den Belegen erstmalig als Markt bezeichnet wird. 1592 wurden als letzter Schritt einer vollständigen Marktausprägung landgräfliche Liegenschaften zur Selbstverwaltung übertragen. Wernberg gehört damit zu den späten Marktgründungen in Bayern. Als erste „Ratsfreunde zu Unterwernberg“ tauchen Kaspar Reger und Hans Grueber 1561 bei Rechtsgeschäften des Pflegers als Zeugen auf. In gleicher Funktion finden sich 1574 Erhard Ainsidl und Erhard Zengl. Zum ersten Mal nannte sich im gleichen Jahr Kaspar Reger „Bürgermeister“.
Trotz dieser Selbstverwaltung als Markt Wernberg hielt sich der Name Schütthütten noch lange. Der Name Schütthütt findet sich auf historischen Kartenwerken bis in die Mitte des 18. Jahrhunderts, in seiner Bekanntheit als Poststation noch bis in die Zeit um 1830. Erst dann setzte sich der Ortsname Wernberg durch.

### Markt Wernberg
Verkehrsentwicklung
Zur Gegenfinanzierung des breiten Brückenbaus zwischen Unterköblitz und Schütthütten (1589) wurde nach längeren Diskussionen 1594 vom Regensburger Reichstag die Einrichtung einer Zollstelle in Schütthütten-Wernberg bewilligt.
Die bald darauf eingegangenen Beschwerden umliegender Städte und Märkte über den Ausfall von Zolleinnahmen zeigen, dass der Verkehr über die Brücke sehr schnell zunahm. Im Raum Wernberg-Köblitz verlor sowohl der Flussübergang bei Köblitz als auch bei Luhe schnell an Bedeutung. Die günstige Verkehrslage des Marktes Wernberg mit der Kreuzung der Strecke Regensburg-Eger und Nürnberg-Prag führte dazu, dass die Ansiedlung langsam wuchs. Kleinhandwerker und Gewerbetreibende siedelten sich an.
Mautstation
Die wohl kurz nach der Genehmigung des Zolls (1594) errichtete Wernberger Mautstation befand sich nördlich gegenüber der Marktmühle am damaligen Ortsausgang nach Wohlsbach, im damaligen, heute nicht mehr existierenden Graputh-Wirtshaus.
Aus den trotz des Marktbrandes 1687 zumindest teilweise erhalten gebliebenen Wernberger Zoll-Listen ergibt sich, dass selbst während der Zeit des Dreißigjährigen Krieges erhebliche Viehtriebe von Böhmen über Wernberg-Schütthütten nach Nürnberg gingen.
Als sich gegen Ende des Dreißigjährigen Krieges die Verhältnisse etwas zu „normalisieren“ schienen, suchte man dringend nach neuen Staatseinnahmen. Die Steuern der breiten Masse wurden erhöht. Dazu zählten Brot, Fleisch, Salz, Bier usw., das sog. „Ungeld“ wie diese Steuern treffenderweise genannt wurden. Es entstanden viele Zoll- und Mautämter, die auch für die allgemeine Besteuerung zuständig waren, eines davon 1641 auch in Wernberg. Es war eine Hauptstation mit den Beimauten Fischerberg, Leuchtenberg, Luhe, Pfreimd und Roggenstein. Erst zum Anfang des 19. Jahrhunderts wurden diese mit der damaligen Steuerreform wieder aufgelöst.
Postentwicklung
Bereits kurz vor dem Dreißigjährigen Krieg war durch die Taxispost eine Linie von Köln und Frankfurt nach Prag eingerichtet worden, die im Sommer 1618 durch die Kurpfalz über Waidhaus-Pilsen und damit über Wernberg verlegt wurde. Sie scheint bis zum Ende des Dreißigjährigen Krieges fortbestanden zu haben. Nach dem Dreißigjährigen Krieg hatte die Taxis’sche Post 1664 für Bayern die Erlaubnis zur landesweiten Ausbreitung erhalten. Der Kartenhersteller Fink wies in diesem Zusammenhang 1671 mit einem Posthörnchen die Poststationen nach, darunter auch (Wernberg-)„Schithüt“.
Bereits seit 1697 hatte sich der Egerer Postmeister Widmann um die Genehmigung eines Postkurses Regensburg-Eger bemüht. Ab 1698 bestand zumindest eine Botenpost zu Pferd auf der Strecke von Schwandorf über Schwarzenfeld-Wernberg-Weiden nach Eger, die jedoch möglicherweise um 1700 wieder aufgehoben wurde. Schon bald darauf übernahm die Familie Thurn- und Taxis die Strecke. Der Wernberger Posthalter Johann Georg Braun erhielt durch die Taxis’sche Verwaltung sein Posthalter-Patent am 30. November 1705 übertragen. Ab 1707 wurde der Betrieb ausgeweitet. Ein regelmäßiger Betrieb einer „Post-Landkutsche“ zwischen Eger und Regensburg ist belegt. Die böhmischen Bäder führten eine illustre Gesellschaft auf diese Strecke, nicht zuletzt auch Johann Wolfgang von Goethe. Über das Poststreckennetz war man zwischenzeitig mit ganz Europa verbunden. 1829 wurde Eilwagenfahrten von Regensburg nach Eger eingerichtet. Wernberg als Kreuzungspunkt und Relaisstation hatte Bedeutung insbesondere für den Nürnberger West-Ost-Postkurs.
Nicht vergessen werden soll an dieser Stelle der weite Zustellbezirk, den die Wernberger Postboten für Zustell-Sendungen bei guten und schlechtem Wetter zu besorgen hatten. Tagesstrecken von 20 bis 30 Kilometer waren keine Seltenheit. Mit der Eröffnung der Poststationen in Pfreimd und Luhe gab es zumindest Entspannungen.
Von der Zeit um 1700 ist die Taxis’sche Posthalterei in Wernberg bis zum Übergang ins Königreich Bayern belegbar. Auch danach bestand sie weiter, verlor aber mit dem Eisenbahnbau 1863 erheblich an Bedeutung. Als das Gasthaus zur Post Mitte 1952 den neuen Verkehrsanforderungen weichen musste, war nicht nur das älteste Gebäude des Marktes abgerissen, es endete auch eine uralte Tradition.
Brautradition
Die Anfänge des Brauwesens in Wernberg gehen bis in die nothaftische Zeit zurück. Sie dürften mit der 1470 erwähnten Taverne an der Burg und deren Verlagerung ins Tal in Verbindung gestanden haben. Ein erster Hinweis auf Braurechte für die Wernberger Herrschaft ergibt sich 1420 mit dem Erbschaftsstreit um ein privat betriebenes Brauhaus in Luhe.
Ab etwa 1550 setzte das aus Böhmen importierte Weißbier den einheimischen Brauern nicht unerheblich zu. Da Landgraf Georg Ludwig ab den 1590er Jahren amtsbedingt als Reichshofratspräsident viel in Prag weilte, dürfte er bereits früh begonnen haben, in seinem eigenen Amtsbereich Weißbier zu brauen. Seit 1598 wurde zumindest in Cham, Waldmünchen, Rötz, Neunburg v. W. usw. bereits Weißbier gebraut. 1606 wurde das Weißbierbrauen auch in Nabburg eingeführt. Das Wernberger Brauhaus dürfte wohl auch in den 1590er Jahren durch Landgraf Georg Ludwig von Leuchtenberg errichtet worden sein. 1681 ist der Hopfenanbau bei Luhe und 1774 in Wernberg belegt.
Mit dem Übergang der Herrschaft Wernberg an die Wittelsbacher nannte sich das Wernberger Brauhaus stolz „kurfürstliches Weißes Brauhaus in Wernberg“. Um die Mitte des 18. Jahrhunderts entstanden auch in Wernberg Felsenkeller, die heute noch z. B. am Kellerweg existieren.
Das Wernberger Bier kann nicht schlecht gewesen sein, da auch die Pfreimder Franziskaner sich mehrfach mit Bier für ihre Leistungen entlohnen ließen und da z. B. der Wernberger Brauknecht Reichl Braumeister in Waldthurn wurde. Es spricht auch für die Qualität des Bieres, als nach der Aufhebung des Bierzwanges in Hirschau und Schnaittenbach Geschäftsneid über den besseren Bierabsatz aus Wernberg entstand. Trotzdem kam das Brauwesen, ab der Zeit um 1800 ein Kommunbrauwesen, im Jahr 1938 zum Erliegen. Die damals sich durchsetzenden neuen Kühl- und Transportmöglichkeiten und das Aufkommen des Flaschenbieres, dazu der Siegeszug des „Hellen“ führten zur Einstellung des Braubetriebes.
Während des Krieges wurden im Brauhaus 1942 Kriegsgefangene und nach dem Krieg Flüchtlinge untergebracht. Nach der Räumung der letzten Flüchtlinge zog die Strumpffabrik Stör ein und beschäftigte hier 10–15 Personen. Am 7. März 1958 brannte das Brauhaus komplett ab.
Kirchliche Entwicklung
Die nothaftische Burg Wernberg gehörte von Anfang an zur Pfarrei Oberköblitz. Gleiches gilt für die im Tal unterhalb der Burg entstehende Siedlung. Das Wernberger Gasthaus zum Goldenen Löwen, später die „Post“ war für die Köblitzer Pfarrer bzw. Mesner regelmäßiger Anlaufpunkt zur Abholung des massweise offen bezogenen Messweines.
Kurz vor dem Dreißigjährigen Krieg bestand in Wernberg und auch in Köblitz die permanente Gefahr, dass die Kurpfalz ähnlich wie in Luhe ihre Landeshoheit durchsetzt und die Kirchen kalvanisiert. Das führte dazu, dass vor Angst die Kirchen weitgehend ausgeräumt und die Sachen auf die Burg in Sicherheit gebracht wurden. Prozessionen wie die Fronleichnamsprozession konnten nur mehr mit bewaffneten Schutz stattfinden. Während des beginnenden Krieges wurden die Straßen zunehmend unsicherer. Ein Beispiel ist der Prager Burggraf Sternberg, dessen 3 Wagen mit Wertgegenständen am 2. März 1620 kurz hinter Wernberg am Wenzel überfallen und ausgeraubt wurden. Zunehmend stiegen die Repressalien und Plünderungen aus den Truppendurchzügen, die nicht abzureißen schienen. Durch die beiden sich kreuzenden Hauptstraßen war Wernberg doppelt betroffen. Schon 1630 waren von 36 mehr als ein Viertel abgebrannt und standen öde. Am Ende des Krieges gehörte Wernberg am 6. Februar 1647 bei einer Nachschau zu den Orten, die als öde und ohne Einwohner waren. Es dauerte Jahrzehnte, bis wieder halbwegs eine Konsolidierung erreicht wurde. Erst gegen Ende des 17. Jahrhunderts wurde wieder ein Wohlstandsniveau wie vor dem Dreißigjährigen Krieg erreicht.
Nach dem Marktbrand 1687 entstand um ca. 1690 auf dem Kirchweg nach Köblitz eine Dreifaltigkeitskapelle, die sich 1695 erstmalig mit von der Pfarrstiftung getrennten Rechnungslegung nachweisen lässt. Bis zum Ende des 18. Jahrhunderts entwickelte sich daraus die Kalvarienbergkapelle.
1707/1708 wurde erstmals das Kirchenschiff der St. Anna-Kirche um ca. 6 Meter nach Osten erweitert und der Turm neu gebaut. Um die Mitte des 18. Jahrhunderts wurde die Kirche barockisiert.
Am 14. Mai 1751 wurde die Benefiziumstiftung für St. Anna der Wernberger Posthalterfamilie Reisinger vom bischöflichen Ordinariat konfirmiert. Ab nun befand sich in Wernberg ein eigener Benefiziat. Parallel dazu ging die Abnabelung vom Pfarrschulbetrieb in Oberköblitz. Die Wernberger Kinder gingen im Rathaus des Marktes in die Schule.
1867 wurde der Streit um die erwartete Beteiligung des Marktes am Unterhalt und Neubau der Pfarrschule in Oberköblitz gerichtlich und der Markt Wernberg verlor den Prozess. Trotz eigenem Schulbetrieb musste sich der Markt am Neubau der Pfarreischule beteiligen.
Ab der zweiten Hälfte des 19. Jahrhunderts strebte Markt eine Verselbständigung der Pfarrei an. 1933 legte er einen eigenen Friedhof an. 1950 wurde die Pfarrkirche St. Anna mit einem Oktogonanbau erweitert, und schließlich wurde 1959 die bisherige Pfarrkuratie St. Anna in Wernberg endgültig von Oberköblitz abgetrennt und zur Pfarrei erhoben.

## Bilder

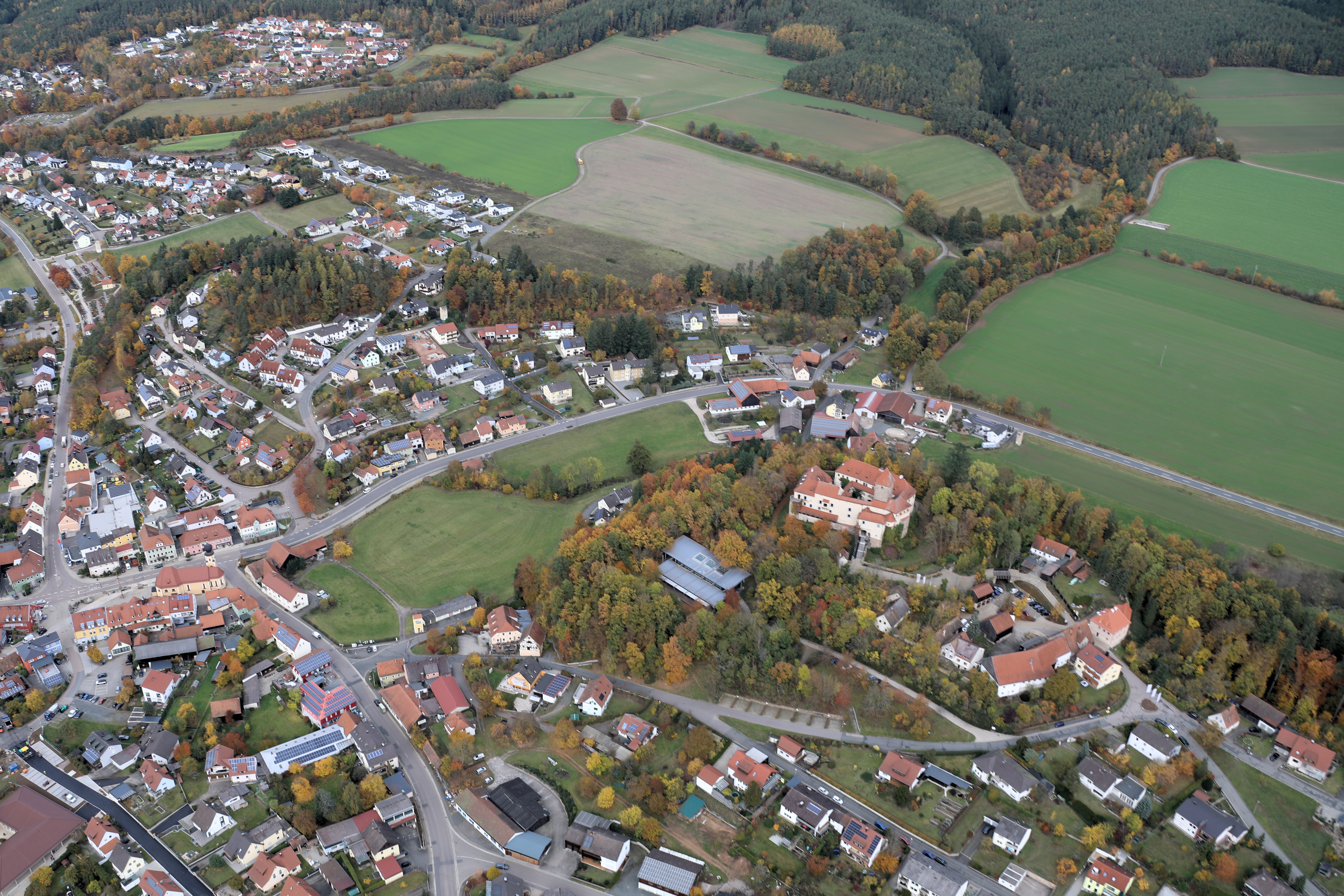
Wernberg (2023)
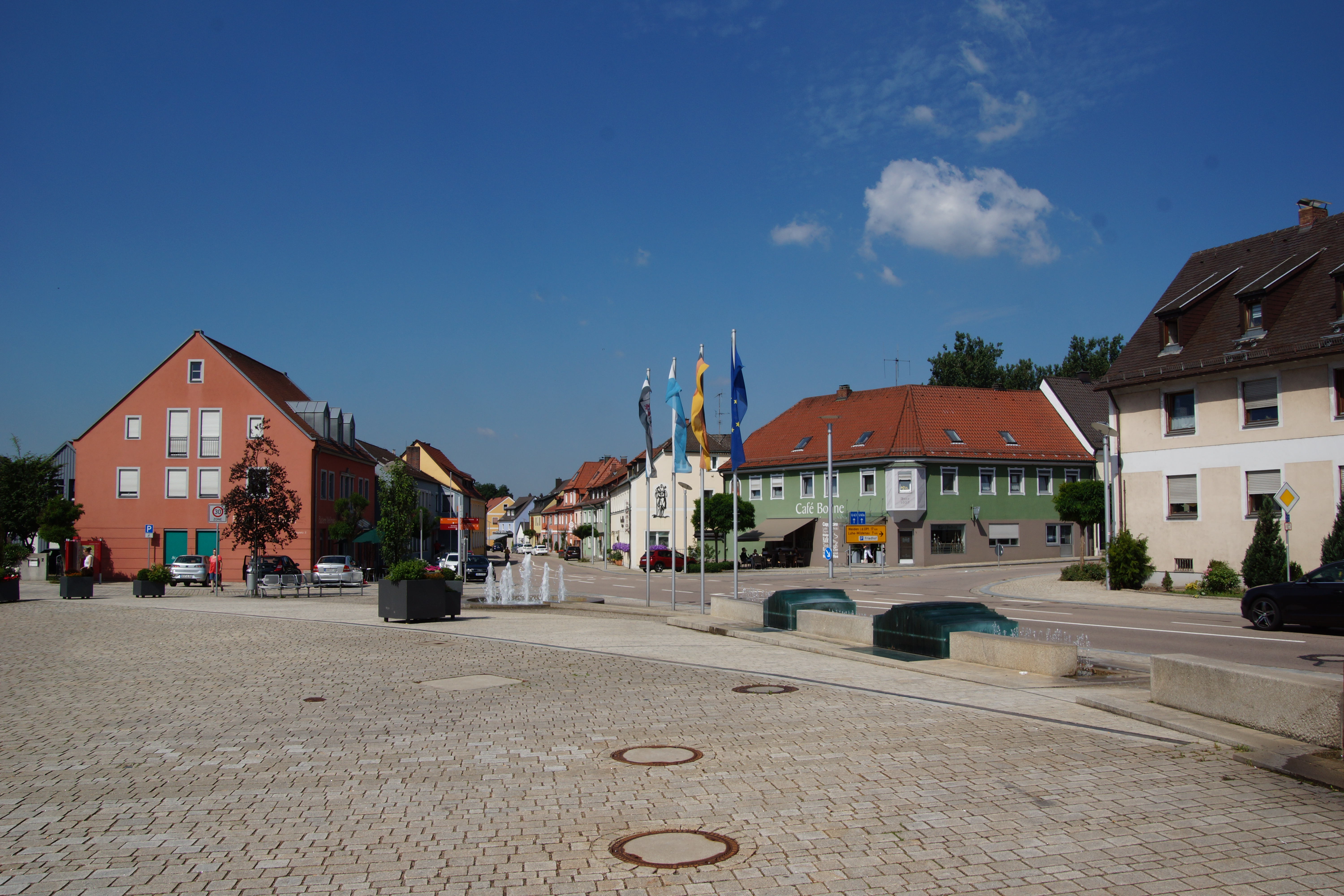
Marktplatz von Wernberg (2017)
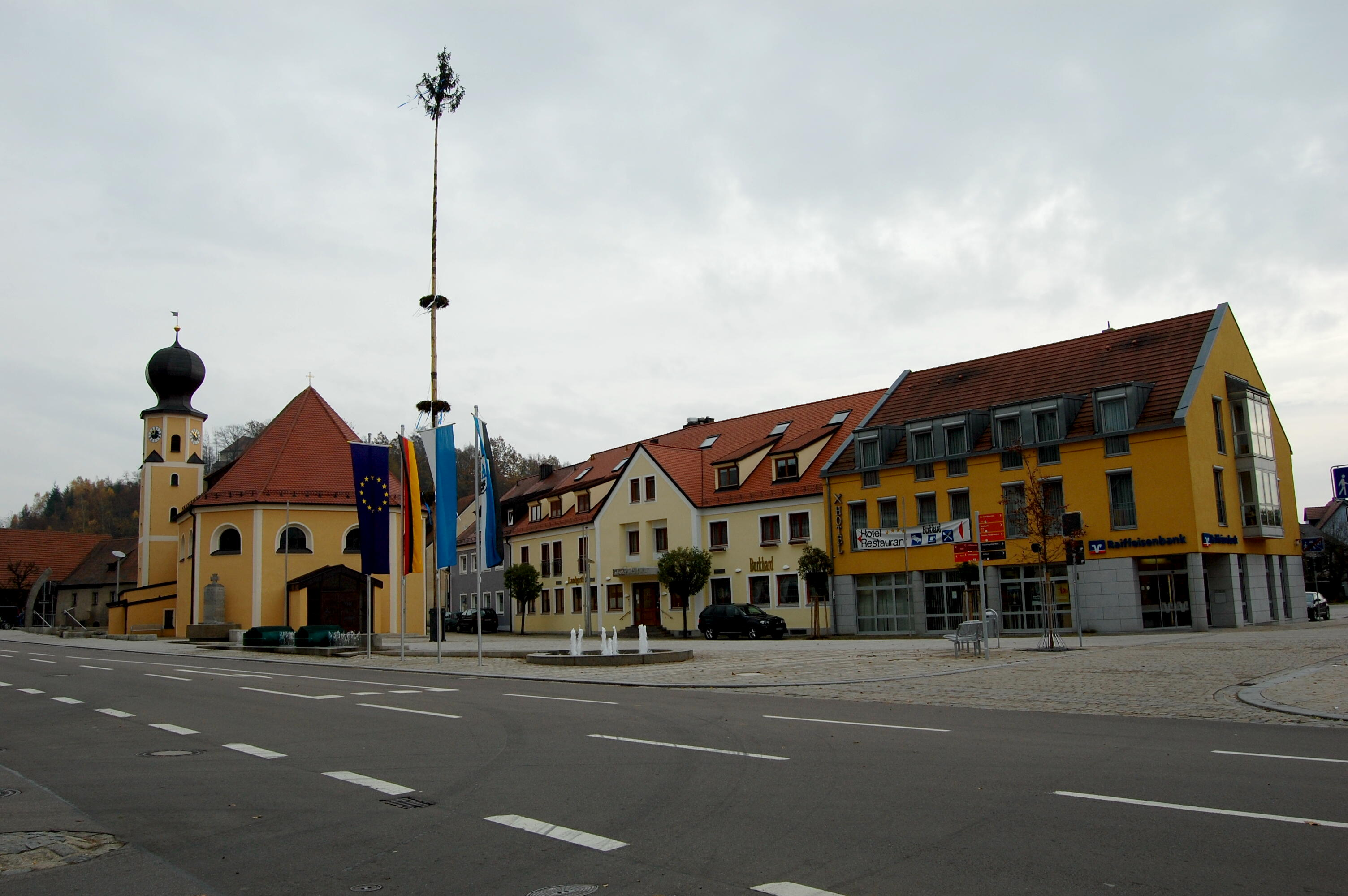
Marktplatz von Wernberg (2010)
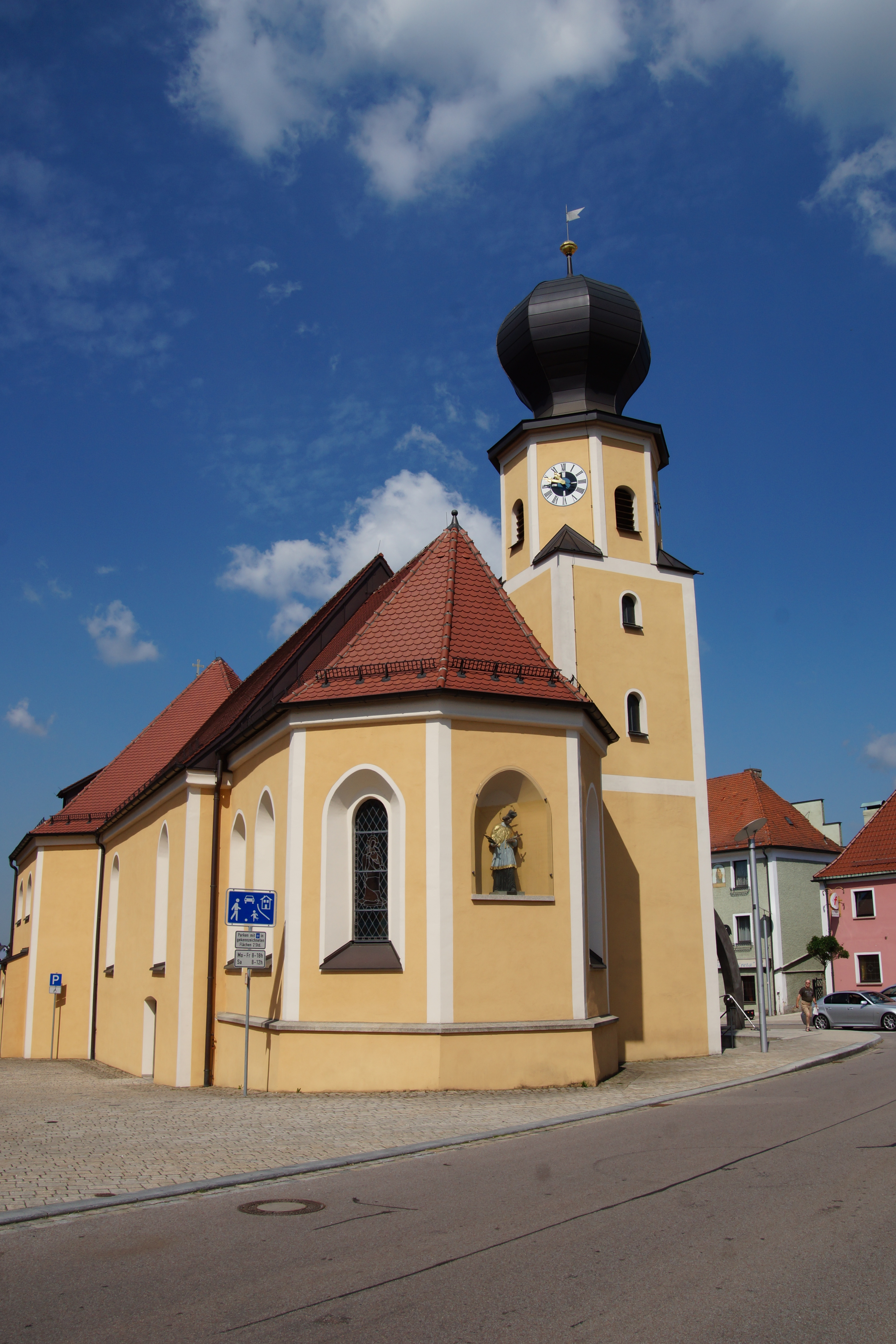
Katholische Kirche St. Anna (2017)
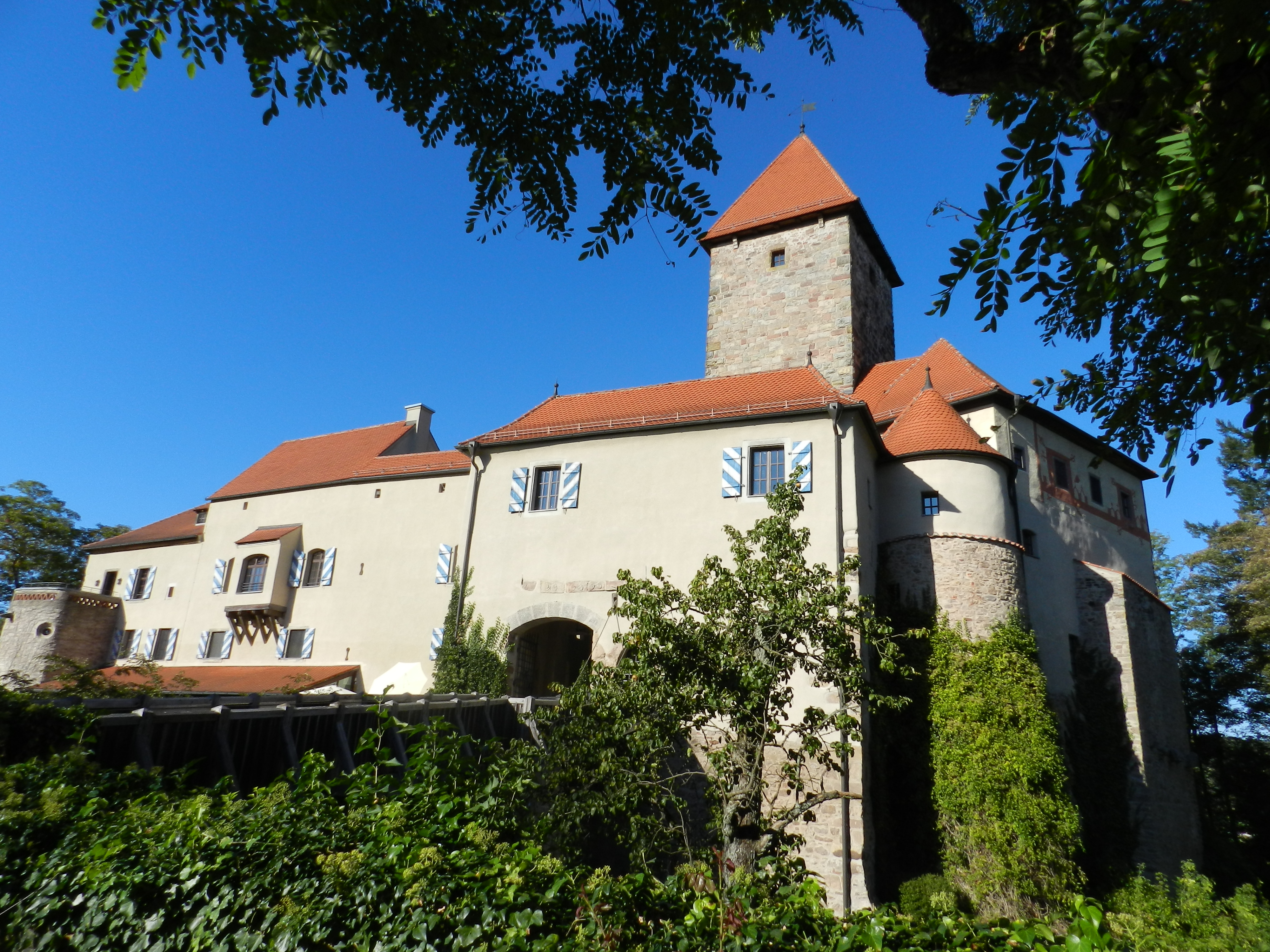
Burg Wernberg (2011)

Ortsentwicklung
Für den späteren Markt Wernberg mit Unterwernberg und Schütthütten lassen sich 1470 vier Anwesen ermitteln. Bis 1530, also bis zum Übergang an die Landgrafen von Leuchtenberg hatte sich die Zahl auf 11 Anwesen und nur ein paar Jahre später, im Jahr 1583 auf 28 Anwesen erhöht.
Am 10. Juni 1687 brannte der Ort vollkommen nieder. Die Bewohner wandten sich noch am selben Tag an den Landesfürsten, Herzog Maximilian Philipp von Bayern, bekamen Unterstützung, aber auch sogenannte „Brandbriefe“, die offizielle Erlaubnis zum Betteln. Einer der Brandgeschädigten war der Wernberger Schreiber Stephan Wagner. Sein Verlöbnis nach Altötting gehört zu den ältesten Altöttinger Gebetserhörungen.
1723 waren die Kriegsfolgen des Dreißigjährigen Krieges und jene des verheerenden Marktbrandes weitgehend überwunden. Der Ort zählte nun 66 Anwesen. Darunter waren 2 Gastwirtschaften, 1 Schankwirtschaft und 1 Garküche, 5 Metzger, 4 Schmiede, 4 Bäcker, 2 Krämer, 3 Schneider, 4 Weber, 2 Schuster, 1 Binder, 1 Arzt, 1 Bader, 4 Taglöhner, 1 Marktschreiber, 1 Schulmeister, 1 Förster und 4 Landwirte.[1] Die berufliche Struktur ist ein Beleg für den hohen Einfluss der verkehrsbedingten Beschäftigungsmöglichkeiten.
Die Folgen des Spanischen und Österreichischen Erbfolgekrieges führten dazu, dass sich Wernberg im Laufe des 18. Jahrhunderts nur sehr langsam entwickelte.
Erhebliche Auswirkungen für Wernberg hatte die Auflösung der alten Ordnung am Anfang des 19. Jahrhunderts. In der Vergangenheit waren durch die Herrschaft und Pfleger immer wieder Bürger als Zeugen, zeitweise sogar als Richter und für andere Dienstleistungen herangezogen worden. Das als Ersatzlösung für die Auflösung des Pflegamtes in die Burg 1803 eingezogene Rentamt für den Bezirk bzw. das Landgericht Nabburg wurde 1823–1826 nach Nabburg wegverlegt. Als dann das Forstamt reorganisiert wurde, kam nun 1823 ersatzweise ein Forstamt mit den Revieren Wernberg, Leuchtenberg, Tännesberg, Pfreimd und Neunaigen nach Wernberg. Aber auch dieses bestand nur bis 1854. Weitere Verwendungen des Herrschaftssitzes als Strafgefangenenlager und einem Heim für gefallene Mädchen waren keine tragfähigen dauerhaften Lösungen. Erst private Nutzungen führten zu Erneuerungen und Sanierungen.
Der pensionierte Hauptmann Carl Moritz von Peritzhoff hatte 1873 die Burg Wernberg erworben und damit vor dem gänzlichen Verfall bewahrt. Als Vertreter der Oberpfalz beim bayerischen Feuerwehrverband war er maßgeblich an den Gründungen und der Entwicklung des Oberpfälzer Feuerlöschwesens insbesondere in den Landgemeinden beteiligt. Als eine seiner ersten Maßnahmen erfolgte zum 1. März 1874 die Gründung der Freiwilligen Feuerwehr Wernberg.
Ab 1894 hatte Wernberg über den langjährigen Bürgermeister (1894–1933), Landtagsabgeordneten im Bayerischen Landtag in München (1899–1907) und Reichstagsabgeordneten in Berlin (1903–1918), Michael Sir, wichtigen Einfluss auf die Entwicklungen in der mittleren Oberpfalz.
Als nach dem Ersten Weltkrieg die Elektrifizierung immer dringender wurde, entstand als Versorgungsunternehmen das Wernberger Pfreimdtalwerk mit einer Versorgungsleitung zur Tanzmühle an der Pfreimd, das immerhin eine Elektrifizierung von ca. 40 Orten ermöglichte, dann aber mit der Inflation 1923/1924 Konkurs anmelden musste.
Ab ca. 1940 und insbesondere nach dem Zweiten Weltkrieg wurde das Schlenzkurheim der Sophie Breu überregional bekannt.
Ab Ende der 1960er Jahre engagierte sich der Arzt Fritz Loew für Menschen mit geistigen und psychischen Einschränkungen. Daraus ist einer der größten privaten Anbieter sozialer Dienstleistungen in Bayern entstanden, ein Unternehmen, das in über 110 Häusern derzeit über 1.800 Personen betreut.

### Ortsgröße
1828 wurde Wernberg mit 83 Anwesen und 474 Einwohnern, einschließlich dem zunehmend mit berichteten Wohlsbach 97 Anwesen und 554 Einwohner. Im 19. Jahrhundert wuchs der Ort nur gering. 1926 hatte der Markt Wernberg 615 Einwohner, 1928 inklusive Wohlsbach 652 Einwohner. Schon 1946 zeigte sich der Zuzug durch Heimatvertriebene. Wernberg mit Wohlsbach hatte nun 1.064 Einwohner. Das ist jedoch nur ein Teil der Entwicklung, da der zwischenzeitig mit Wernberg verwachsene neue Ortsteil Mitterköblitz der Gemeinde Oberköblitz bis auf wenige Meter ans Zentrum des ehemaligen Marktes Wernberg reicht. Die Grenze zwischen Mitterköblitz und Wernberg verläuft zwischen den heutigen Anwesen Austraße 2A und Nürnberger Straße 18. 1960 war die Bevölkerung auf 1.173 Einwohner und bis zur Gebietsreform 1972 auf 1.556 Einwohner gestiegen.

### Kommunalorganisation
Als auf Basis „allerhöchster“ Verordnung vom 13. Mai 1808 waren die Landgerichte angewiesen worden, im Rahmen der Gemeindeformation als Erfassungseinheiten Steuerdistrikte zu bilden und die steuerbaren Gegenstände zu erfassen. Daraus hatten sich im Landgericht Nabburg 11 Steuerdistrikte gebildet. Der Steuerdistrikt Wernberg bestand aus dem Markt Wernberg, dem königlichen Schloss als Sitz des Rentamtes Nabburg mit 5 Wohngebäuden dem Dorf Wohlsbach den Staatswaldungen Kienhof, Bettelmann, Egelsee und Eichenschlag sowie der Waldung der Pfarrkirche Pfreimd (Pfannberg genannt) gebildet. In Summe hatte der Steuerdistrikt Wernberg 92 Häuser und 520 Seelen. Er beinhaltete 190 Morgen Äcker, 60 Morgen Wiesen, 12 Morgen Holz und 20 Morgen öde Gründe und Wege. Der Viehbestand wurde mit 10 Pferden, 70 Ochsen, 80 Kühe, 51 Stück Jungvieh, 90 Schafe, 100 Schweine und 3 Ziegen erfasst.
1972 wurde die Gemeinde Losau in den Markt eingegliedert.
1974 ging der Markt Wernberg im neuen Markt Wernberg-Köblitz auf. Ausnahmsweise wurde für die neue Ortsbezeichnung ein Doppelname genehmigt.